# Tetraodon lineatus
Tetraodon lineatus és una espècie de peix de la família dels tetraodòntids i de l'ordre dels tetraodontiformes.

## Morfologia
- Els mascles poden assolir 43 cm de longitud total[1] i 1.000 g de pes.[2][3]

## Alimentació
Menja mol·luscs.

## Hàbitat
És un peix de clima tropical (24 °C-26 °C) i demersal.

## Distribució geogràfica
Es troba a Àfrica: rius Nil, Níger, Volta, Txad, Gàmbia, Geba i Senegal.

## Observacions
És inofensiu per als humans.